# Peepshow
För andra betydelser, se Peep Show.

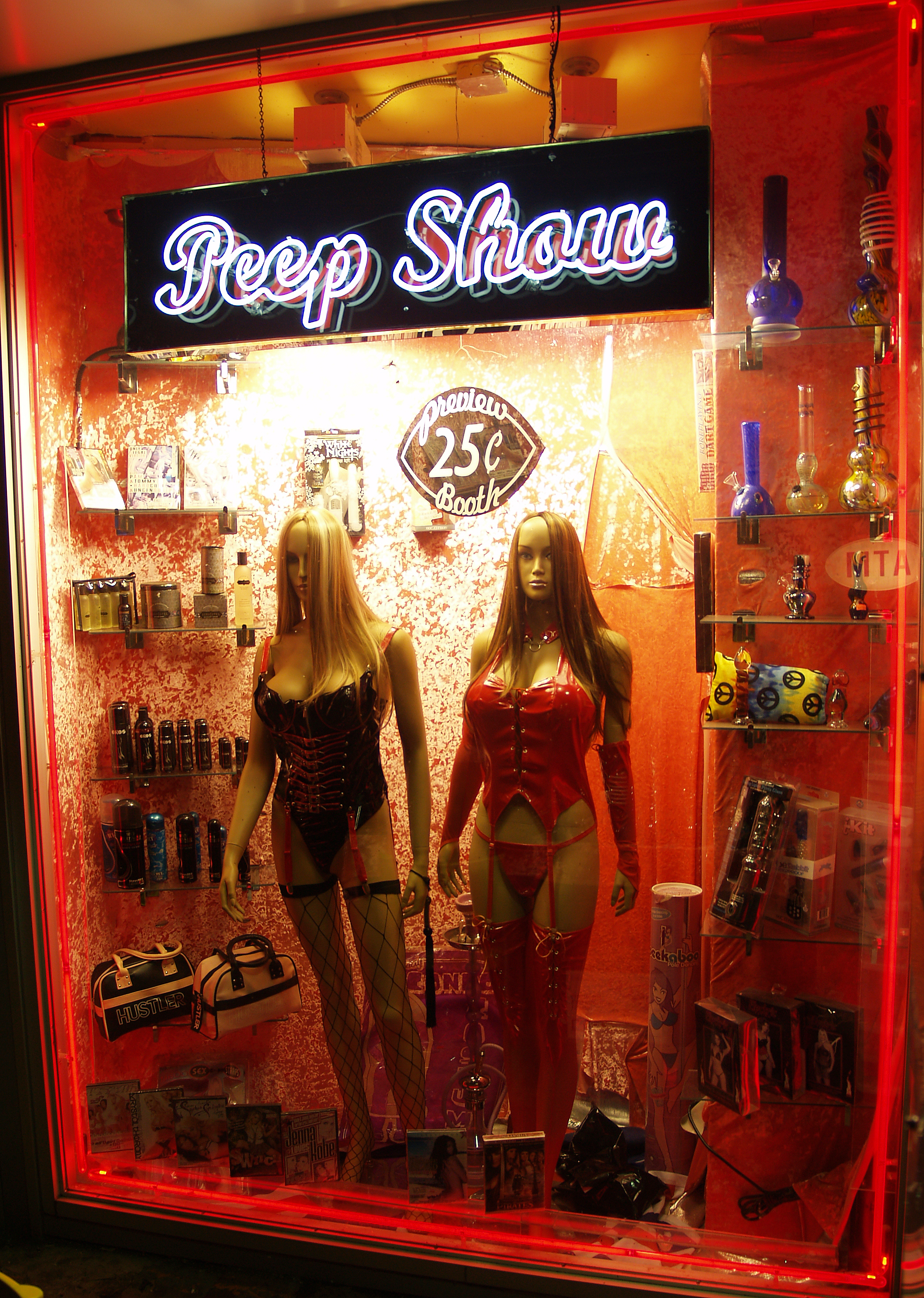
Skyltningen hos en sexbutik i New York som också erbjuder peepshower.

Peepshow eller peep show (uttal: /'piːpʃoʊ/) är en erotisk föreställning för publik, där denna är dold för aktörerna på scenen. I regel sitter åskådarna i enskilda bås. I Internetåldern har webbkameramodellandet vuxit fram som erotisk näringsgren, och denna fungerar i praktiken som en peepshow över webbkamera och mellan Internet-uppkopplade datorer. Detta är en form av erotisk sexshow.
Ordet peepshow är efter engelskans motsvarighet peep show, ursprungligen ett slanguttryck för 'föreställning att [tjuv]kika på'.

## Live och inspelat

### Filmvisning
Historiskt har även olika sorters mer eller mindre dolda pornografiska presentationer för voyeuristisk konsumtion beskrivits som peep shows, åtminstone i den engelsktalande världen. Det inkluderar kinetoskop, mutoskop och andra former av visningsapparater. Dessa var populära till långt in på 1900-talet, inklusive med visningar av filmer som Whatr the Butler Saw.
I senare tid har denna definition av peepshow oftare kommit att användas för presentation av pornografiska filmer eller framträdanden av erotiska liveshower som ses genom en lucka eller visningsfönster. Dessa hålls öppna endast så länge som tittaren har betalat för. Öppningarna kan hanteras genom en betalningsautomat eller genom betalning över disk.
Pornografiska peepshower blev vanliga under 1970-talet, parallellt med utvecklandet av den nyligen legaliserade porrbranschen. Fram till hemvideomarknadens inträde under 1980-talet var dessa en stor del av den pornografiska distributionen av film, vid sidan av reguljära biovisningar av pornografisk film. 1986 meddelade en statlig amerikansk rapport omkring pornografi att inkomsterna från denna filmdistribution ofta undgick beskattning, vilket i olika delar ledde till insatser för att få bort denna verksamhet.

### Liveshower
I svenskt språkbruk är peepshow mer konkret kopplat till en erotisk föreställning som presenteras på en scen för en eller flera dolda åskådare. Aktören på scenen kan ägna sig striptease och iscensätta olika erotiska poser, liksom interagera med en eller flera andra personer på scenen; det är det senare som i svenska språket ofta beskrivits som liveshow. Ibland är de enskilda åskådarnas bås försedda med hållare för pappershanddukar, med tanke på åskådare som under föreställningen ägnar sig åt onani.

## I populärkulturen
Peepshow som fenomen figurerar på olika ställen i populärkulturen. Den ingår som del av handlingen i videon till Madonnas "Open Your Heart", liksom i filmen Amelie från Montmartre. Den amerikanska serieskaparen Joe Matt startade 1987 sin självbiografiska serie Peepshow, som till stora delar beskriver författarens komplicerade relation till pornografi.
Peep-Show är namnet på den svenska rockgruppen Reeperbahns tredje album. 2003–2015 sändes Peep Show på Channel 4, som den kanalens mest långlivade situationskomedi.